# 波兰犹太人历史
波兰犹太人的历史长达一个千禧年，既经历过漫长的宗教宽容时期，该国的犹太人群体繁荣昌盛；也在20世纪纳粹德国占领波兰期间，经历了犹太人大屠杀，整个群体几乎遭受了彻底的种族灭绝。
自从10世纪波兰王国创建，以及1569年成立波兰立陶宛联邦以来，波兰是欧洲最宽容的国家之一（包含外來移民及宗教信仰）。它拥有世界最大、最活跃的犹太人群体之一。波兰立陶宛联邦由于外部侵略和内部文化变迁而逐漸衰落下来，新教的宗教改革和天主教的反宗教改革，使波兰宽容的传统开始。1795年瓜分波兰以后，波兰被列强瓜分而亡國。
波兰在第一次世界大战後復國，至第二次世界大战前夕，波兰仍拥有活跃的犹太人群体，總人數超过300万。但在犹太人大屠杀期间，超过90%的波兰犹太人被纳粹德国杀害。
纳粹德国在第二次世界大战对犹太人的大屠杀中只有1/12的波兰犹太人得以逃生。战后，共產黨統治下的波蘭政府将猶太人的土地、房屋等财产分给了波兰人。为避免让已属于自己的财物“物还其主”，一些波兰人便对刚刚逃离战火、满怀希望返回家园的犹太人举起了屠刀。从纳粹淫威下“十二死一生”侥幸存活下来的犹太人早已失去了反抗能力，他们或远走他乡，或逃到深山野外隐居起来。
从1940年代后期到1950年代中期，“排外”的阴霾一直盘旋在战火乍熄的波兰大地上。“一部分别有用心的波兰人，将第三帝国对犹太人的暴行裹上民主的斗篷承接过来。”
1945-1946年，克拉科夫等地曾发生了至少50次谋杀犹太人的案件，被谋杀者都是大屠杀中的幸存者，谋杀者施暴的目的是阻止那些犹太人重返家园。这一切促成了1945-1947年和1956-1957年两次波兰犹太人向海外移民的浪潮。有人认为，波兰犹太人历史研究所，实际上是在波兰几乎没有犹太人的情况下建立起来的。
1968年波兰又爆发了新一轮反犹浪潮，波兰犹太人口剧减，大部分犹太人都逃离了波兰。1989年，共产党政权在波兰走入尾聲時，波兰犹太人的处境已经正常化了。
今天在波兰，反犹太主义的水平可与其它欧洲国家诸如意大利、西班牙和德国相比。当代的波兰犹太人社區估计有大约8千到1萬2千名成員。

## 延伸阅读
- Alvydas Nikzentaitis, Stefan Schreiner, Darius Staliunas (editors). The Vanished World of Lithuanian Jews. Rodopi, 2004, ISBN 9042008504 Google print